# 30161 Chrepta
30161 Chrepta è un asteroide della fascia principale. Scoperto nel 2000, presenta un'orbita caratterizzata da un semiasse maggiore pari a 2,3560612 UA e da un'eccentricità di 0,1490459, inclinata di 2,01486° rispetto all'eclittica.